# J. Cole
Pour les articles homonymes, voir Cole.
J. Cole, de son vrai nom Jermaine Lamarr Cole, né le 28 janvier 1985 à Francfort-sur-le-Main en Allemagne, est un rappeur, chanteur et producteur américain. Il se fait connaître du grand public par le biais de sa signature sur le label Roc Nation de Jay-Z. Son premier album studio, Cole World: The Sideline Story, est sorti en septembre 2011 aux États-Unis.

## Biographie
Jermaine Cole est né le 28 janvier 1985 à Francfort-sur-le-Main, en Allemagne,. Il est le fils d'un père afro-américain, James Cole, qui a servi dans l'armée américaine et d'une mère blanche, Kay Cole. Cole déménage ensuite à Fayetteville en Caroline du Nord,. Il a un frère aîné appelé Zach Cole.
Doué pour le basket-ball, il se met au rap à l'âge de douze ans, après que son cousin lui a expliqué les bases de la rime, inspiré par Eminem, Canibus mais surtout Nas. Il devient rapidement un bon parolier, mais c'est à 17 ans, quand sa mère lui achète un équipement de DJ, que J. Cole se met plus sérieusement au rap et à la production.
Cole grandit dans un environnement multiracial. Il étudie à la Terry Sanford High School et décide de prendre des cours de guitare sous le nom de Mark Ebert. En 2003, il obtient son diplôme à la Terry Sanford High School. Pour de plus grandes perspectives de succès musicaux, J. Cole déménage à New York à 18 ans et étudie à l'université de Saint John dans le Queens ; il obtient un diplôme de communication avec mention. L'université n'était en réalité qu'une excuse pour pouvoir quitter la Caroline du Nord afin de se lancer dans le rap.

### Débuts (2005–2008)
Cole développe une passion de conteur dans ses paroles. À 14 ans, Cole a déjà écrit de nombreuses chansons mais n'a pas assez de matériel pour continuer. Sa mère lui offre une boîte à rythmes 808 afin qu'il puisse produire sa propre musique. À 17 ans, il pose ses compositions sur Internet sous le nom de Therapist.
En 2007, il publie sa première mixtape officielle, The Come Up.

### Mixtapes et Roc Nation (2009–2010)
En 2009, on dit que le jeune rappeur est resté des heures devant les bureaux de Jay-Z pour lui donner sa nouvelle mixtape, The Come Up afin qu'elle soit signée, mais quand la star est sortie de ses bureaux, Cole a été écarté. La chance l'a finalement rattrapé, car l'un des associés de Jay-Z le recontacte peu après : Jigga avait fini par entendre la chanson Lights Please.
Dès lors, J. Cole est le premier signé sur le label Roc Nation. Sa mixtape, The Warm Up, attire l’attention et l’accueil n'est pas mauvais, toutefois c'est surtout son nouveau statut de « protégé de Jay-Z » qui attire les foules. Ainsi la route est encore longue avant l'album. Fort de son deal avec Jay-Z, le rappeur de Fayetteville commence son ascension vers la gloire notamment en étant invité sur le titre A Star Is Born de l'album The Blueprint 3.
J. Cole accroît sa notoriété en 2010 avec sa troisième mixtape, Friday Night Light, qui connaît un grand succès, avec des morceaux comme Higher, Blow Up ou In the Morning avec Drake. La mixtape est depuis considérée comme un album à part entière. Il travaille également en tant que ghostwriter, entre autres auprès de Diddy.

### Born Sinner(2011–2013)
Son premier album studio, Cole World: The Sideline Story, sort le 27 septembre 2011 et le succès est rapidement au rendez-vous : l'album débute numéro un au Billboard 200 avec 220 000 copies écoulées la première semaine. L'album est produit en partie par J. Cole lui-même, et contient des apparitions de Drake, Missy Elliott, Trey Songz et Jay-Z.
Le 5 novembre 2012, J. Cole révèle le titre de son deuxième album, Born Sinner, et sa date de sortie, le 28 janvier 2013, finalement repoussée au 25 juin 2013. Pour récompenser les fans qui font preuve de patience, Cole sort les mixtapes Truly Yours 1 et 2, comprenant onze chansons en tout. Born Sinner se vend à près de 600 000 exemplaires aux États-Unis. Il a avancé la sortie de son album du 25 juin au 18 juin 2013, car Kanye West sortait Yeezus le 18, et avait peur d'être dans l'ombre, sortant une semaine plus tard, et a donc voulu le concurrencer. La première semaine, Kanye a vendu près de 20 000 albums de plus, cependant sur la longévité J. Cole l'a largement battu. Et fut l'un des albums les plus vendus de 2013.

### 2014 Forest Hills Drive(2014–2015)
Le 28 janvier 2014, J. Cole annonce le lancement de son label Dreamville Records en partenariat avec Interscope Records. Le rappeur Bas, avec qui il avait déjà collaboré plusieurs fois, signe sur le label et sort l'album Last Winter où Cole apparaît en collaboration sur My Nigga Just Made Bail. En février 2014, J. Cole et Kendrick Lamar effectuent la première partie de la tournée The Rapture d'Eminem en Nouvelle-Zélande et en Australie. Son troisième album studio, 2014 Forest Hills Drive, sort en décembre 2014. Le titre renvoie à l'adresse de la maison dans laquelle il a grandi. L'album s'écoule à plus de 350 000 exemplaires aux États-Unis lors de sa première semaine d'exploitation et se classe à la première place du Billboard 200, faisant de J. Cole un des six rappeurs ayant placé ses trois premiers albums à la première place de ce classement.
2014 Forest Hills Drive bat le record de streams en une semaine sur Spotify avec 15,7 millions d'écoutes et J. Cole détrône alors One Direction (11,5 millions) mais Drake reprend le record quelques semaines plus tard avec 17,3 millions d'écoutes pour If You're Reading This It's Too Late. L'album est certifié disque de platine aux États-Unis par la Recording Industry Association of America (RIAA) le 31 mars 2015 et devient le premier album de rap depuis 25 ans à se vendre à plus d'un million de copies sans comporter de featuring.
Le 13 février 2015, J. Cole annonce la tournée nord-américaine et européenne Forest Hills Drive Tour sur laquelle il est rejoint par les artistes Bas, Cozz et Omen de son label Dreamville Records ainsi que Jhené Aiko, Pusha T, Big Sean et Jeremih. En février 2016, l'album s'est écoulé à 1 119 000 exemplaires aux États-Unis.

### 4 Your Eyez Only(2016–2017)
Le 1er décembre 2016, la pochette et la track list du nouvel album de J. Cole, nommé 4 Your Eyez Only, apparaissent sur iTunes en précommande. La sortie de cet album est fixée au 9 décembre, soit deux ans jour pour jour après la sortie de 2014 Forest Hills Drive. L'album donne lieu à une vaste tournée mondiale, qui débute en juin 2017 en Caroline du Sud. La tournée, qui se poursuit en Amérique du Nord et en Europe, se traduit en France par un unique concert à Paris.

### KOD(2018)
Le 20 avril 2018, J. Cole dévoile son cinquième album, KOD qui se vend a plus de 400 000 exemplaires en première semaine et atteint la première place du Billboard 200. La sortie de l'album fut suivi d'une tournée américaine qui débute le 9 août 2018 à l'American Airlines Arena à Miami et se termina le 10 octobre 2018, à Boston, au TD Garden. Il est accompagné de Young Thug, Jaden, EarthGang et kiLL edward (son alter ego).

### The Off-Season(2018-2021)
Le 7 août 2018, J. Cole annonce la préparation de son prochain album.
Le 14 mai 2021, l'album The Off-Season sort, quelques jours seulement après l'annonce de la carrière sportive de l'artiste.

### Début de sa carrière de basketteur professionnel
Le 10 mai 2021, ESPN annonce que le rappeur, anciennement joueur de basket à Sanford High School en Caroline du Nord, fera partie de l'équipe des Patriots Basketball Club à Kigali au Rwanda, une équipe de Ligue africaine de basket-ball, la nouvelle ligue africaine créée avec le soutien de la NBA et de la FIBA en 2020.

## Polémiques
En avril 2024, J. Cole sort la mixtape intitulée Might Delete Later, où est incluse le morceau Pi. Son couplet dans cette chanson provoque une polémique parce que le rappeur tient des propos transphobiques, rappant : « Is you a demon or is that demeanor for the 'Gram? Tell us/They plead the fifth, I'm seeing hints of a trans fella […] In cancel culture's vicinity, he's no killer, trust me/Beneath his chosen identity, there is still a p***y, period » (« Es-tu un démon ou est-ce une attitude pour le Gram ? Dis-nous / Ils plaident le cinquième [amendement], j'y vois des signes d'un gars trans […] Dans les environs de la cancel culture, il n'est pas un tueur, crois-moi / Sous l'identité qu'il a choisie, il y a toujours une chatte, point barre »),. Le journaliste Jonah Krueger du magazine Consequence revient sur ces vers et commente : « C'est tout simplement dommage qu'un tel rappeur grand public – un rappeur qui n'est pas seulement une tête d’affiche de festivals, mais qui a son propre foutu festival – s’abaisse si bas ».

## Discographie

### Albums studio
- 2011 : Cole World: The Sideline Story
- 2013 : Born Sinner
- 2014 : 2014 Forest Hills Drive
- 2016 : 4 Your Eyez Only
- 2018 : KOD
- 2021 : The Off-Season

### Albumlive
- 2016 : Forest Hills Drive: Live

### EP
- 2011 : Any Given Sunday #1
- 2011 : Any Given Sunday #2
- 2011 : Any Given Sunday #5
- 2013 : Truly Yours
- 2013 : Truly Yours 2
- 2020 : Lewis Street

### Compilations
- 2014 : Revenge of the Dreamers (avec Dreamville)
- 2015 : Revenge of the Dreamers II (avec Dreamville)
- 2019 : Revenge of the Dreamers III (avec Dreamville)
- 2022 : D-Day: A Gangsta Grillz Mixtape (avec Dreamville)

### Mixtapes
- 2007 : The Come Up Mixtape Vol. 1
- 2009 : The Warm Up
- 2010 : Friday Night Lights
- 2024 : Might Delete Later